# Louis Thévenet
Pour les articles homonymes, voir Thévenet.
Louis François Joseph Marie Thévenet, né à Bruges le 12 février 1874 et mort à Hal le 16 août 1930, est un artiste peintre belge, aussi aquarelliste et dessinateur.

## Biographie
C'est le frère du peintre Pierre Thévenet et de la cantatrice Cécile Thévenet.
Autodidacte, il est d'abord marin et exerce de nombreux métiers avant de tout abandonner pour la peinture sous l'influence de son ami et conseiller Auguste Oleffe. Il passe avec celui-ci plusieurs années à Nieuport (1895-1902) et c'est grâce à lui qu'il fréquente La Libre Académie et le cercle L'Effort.
Rentré à Bruxelles, il réalise ses premières expositions au cercle d'art Le Labeur, dont il est membre et au salon de La Libre Esthétique.
En 1906, il rencontre un mécène, le brasseur F. Van Haelen grâce à qui il connaît une certaine sécurité matérielle. Il vit alors à Uccle et se mêle au groupe des fauves brabançons avec lesquels il expose à la galerie Giroux en 1913.
Très rapidement, en cette époque où prédomine la peinture de plein air, il révèle une vision originale, peignant des intérieurs intimistes empreints d'une poésie silencieuse.
En 1914, il s'installe à Hal où il mènera une vie de misère morale et matérielle.

## Œuvre
Ses moyens plastiques sont caractéristiques : vision fragmentaire, intérêt pour la structure des formes, pour les détails qui accrochent la lumière, mais aussi sens de la construction qui ramène ces détails à l'ensemble, touche sobre, coloris vifs et chauds malgré la présence régulière du noir.
L'anecdote disparaît peu à peu de ses œuvres, son travail est plus libre, hâtif, laissant plus que jamais apparaître la structure de la composition.
- Après le deuil, 1908, huile sur toile, 62 × 52 cm, Musée royal des Beaux-Arts d'Anvers[1]
- Intérieur du café Degrève, 1920, huile sur toile, 70 × 60 cm, Collection privée, vente 2018[2]
- La Cuisine, 1924, huile sur toile, 70 × 61 cm, Musée Dhondt-Dhaenens, Deurle

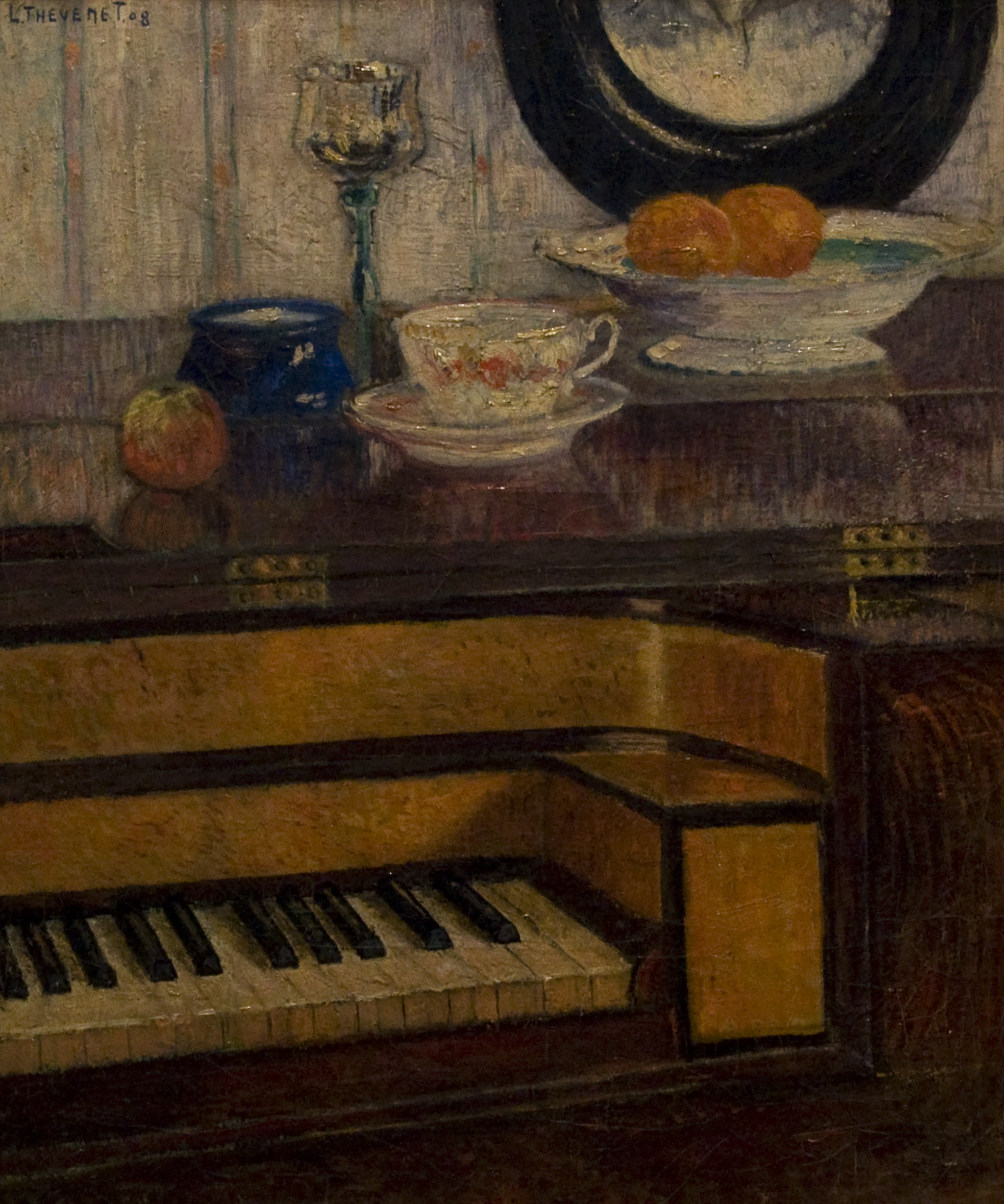
Après le deuil, 1908 Musée d'Anvers
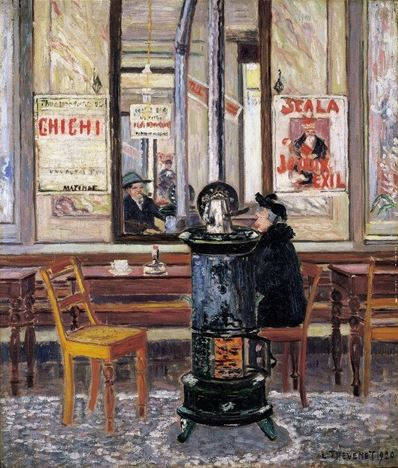
Intérieur du café Degrève, 1920 Collection privée
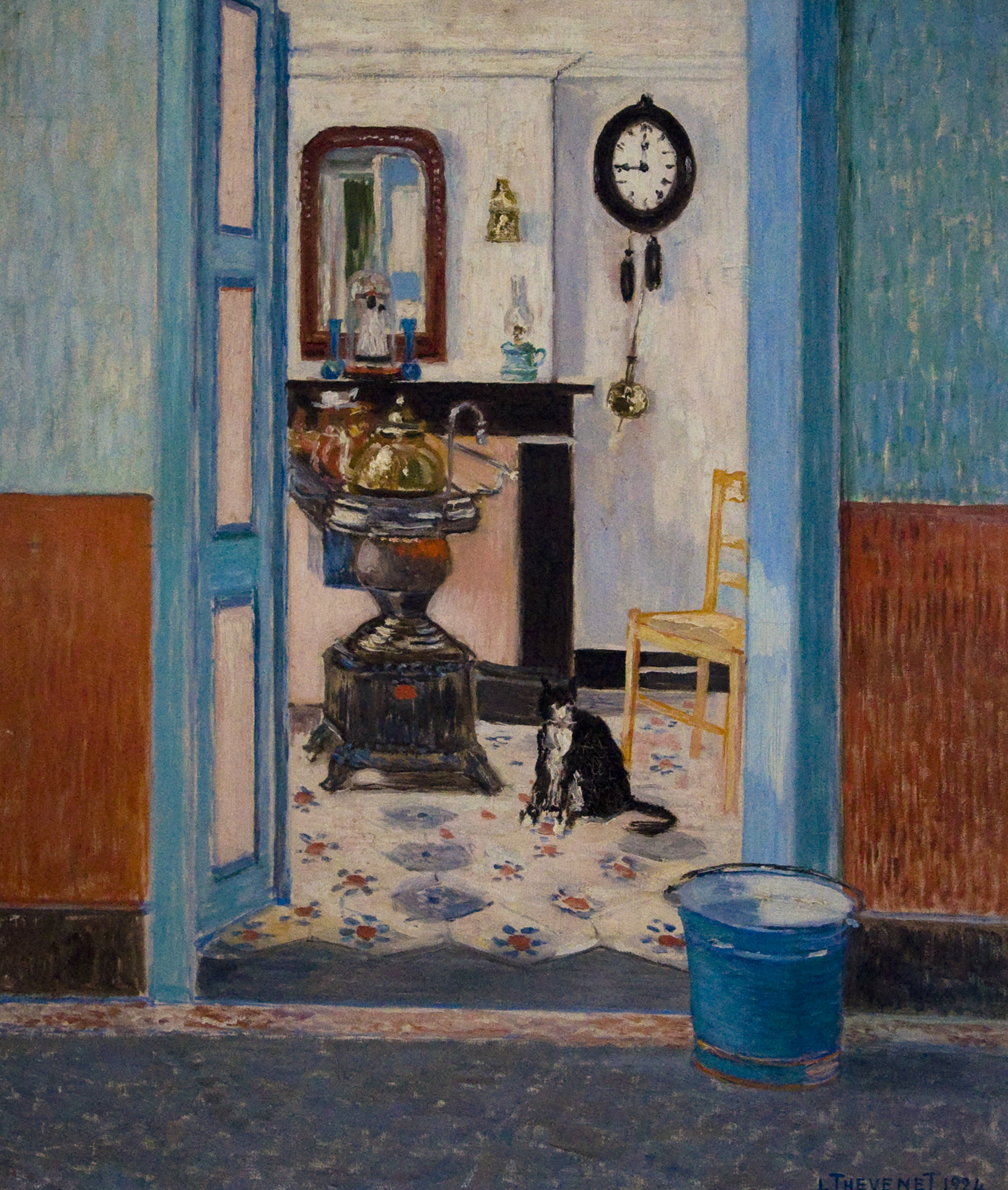
La Cuisine, 1924 Musée Dhondt-Dhaenens, Deurle
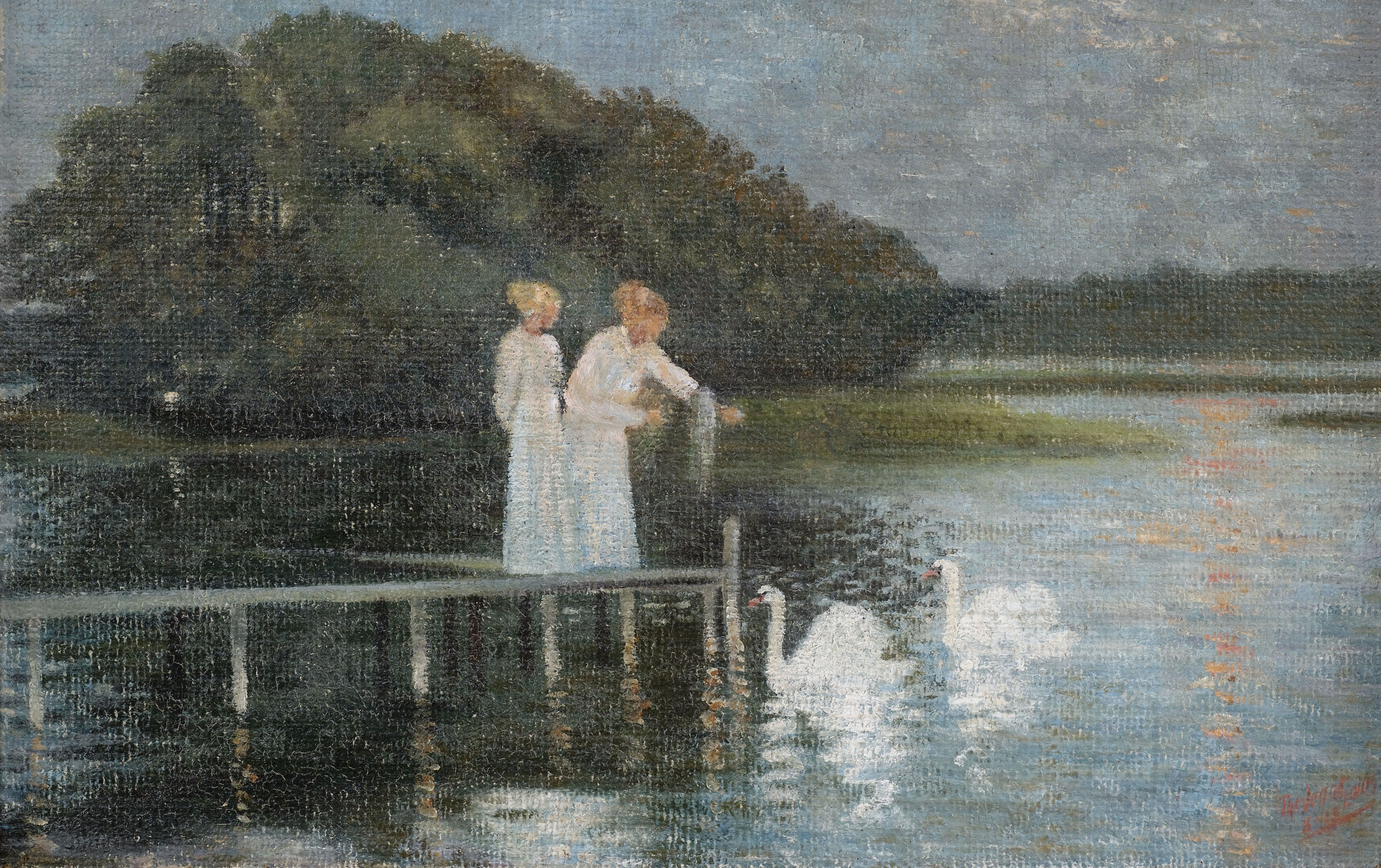

## Postérité
Plusieurs rétrospectives lui sont consacrées après sa mort, à Bruxelles et à Anvers, permettant notamment aux critiques de redécouvrir l'art de ce peintre peu compris de son vivant.